# 阿拉尼亞國家公園
42°54′N 43°44′E / 42.900°N 43.733°E

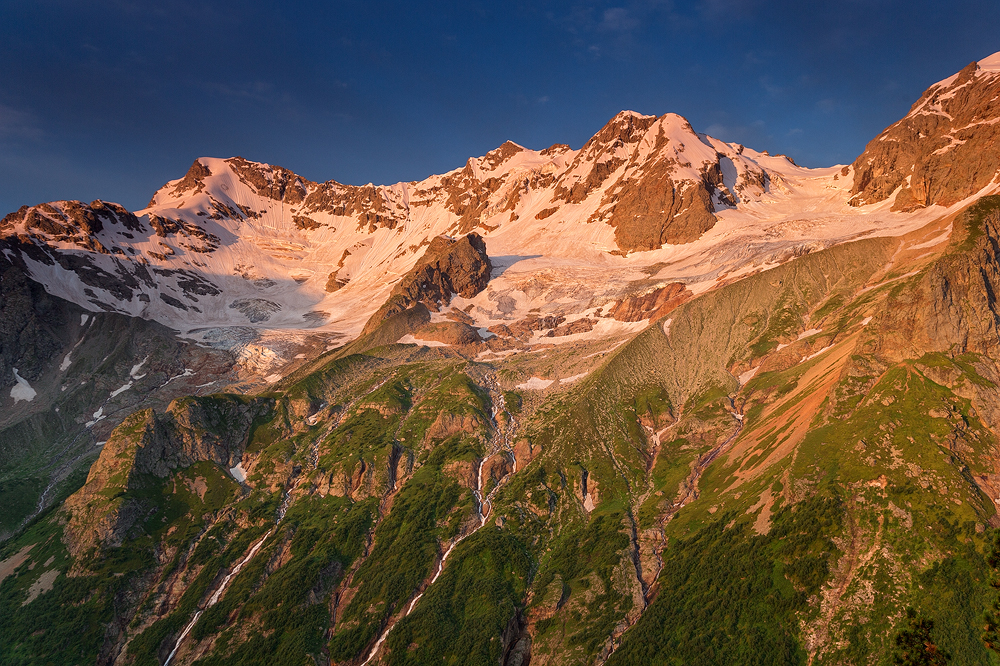

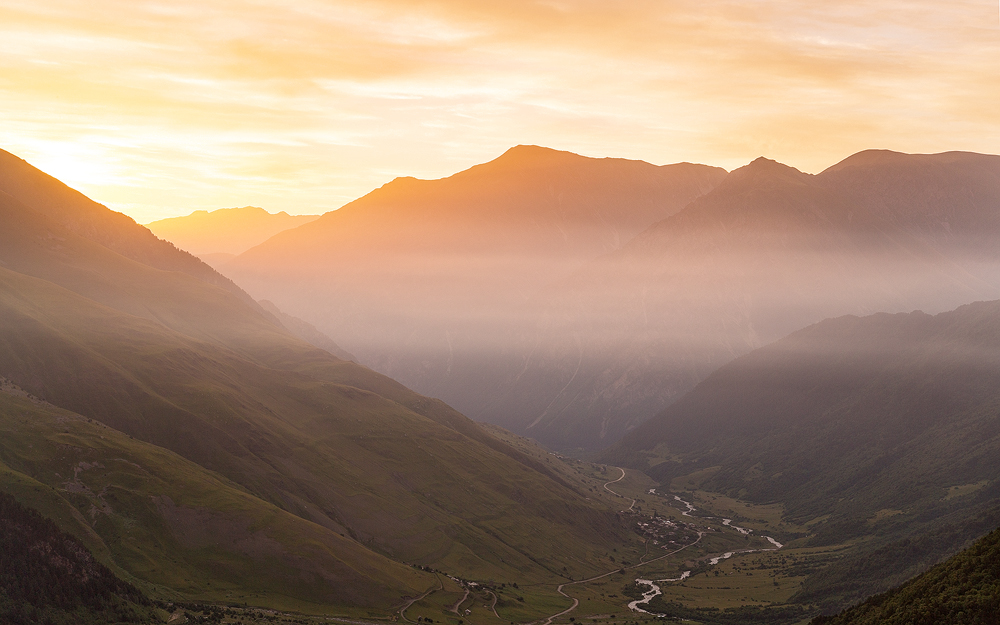

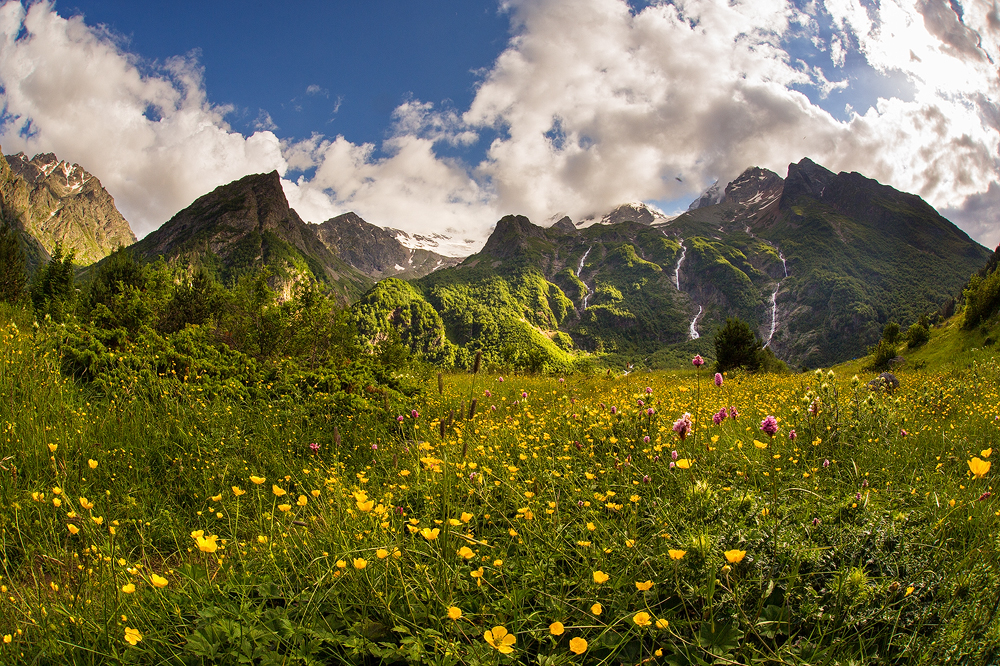

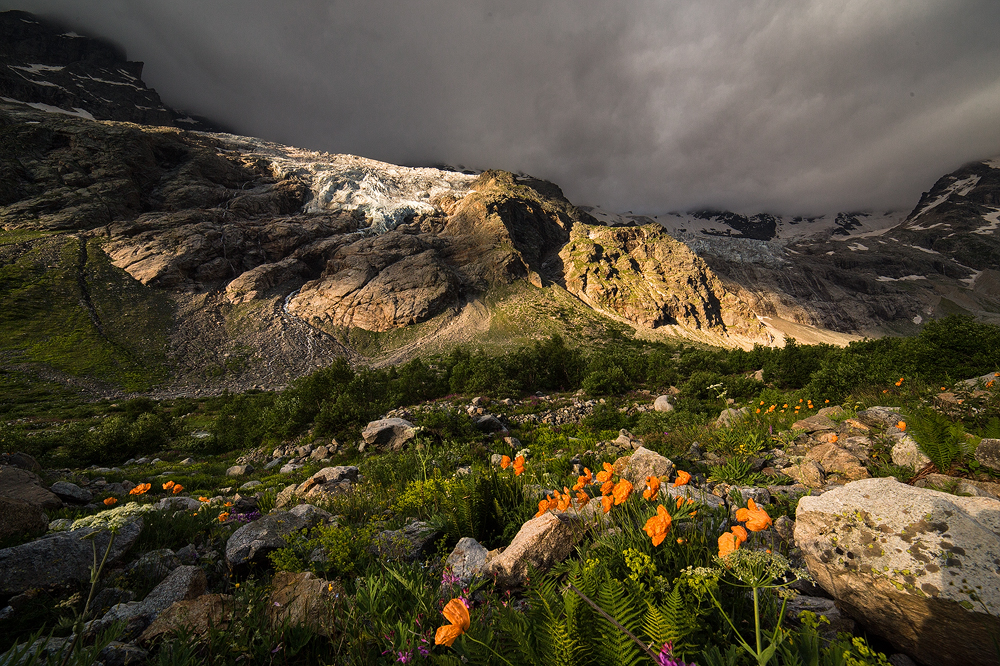

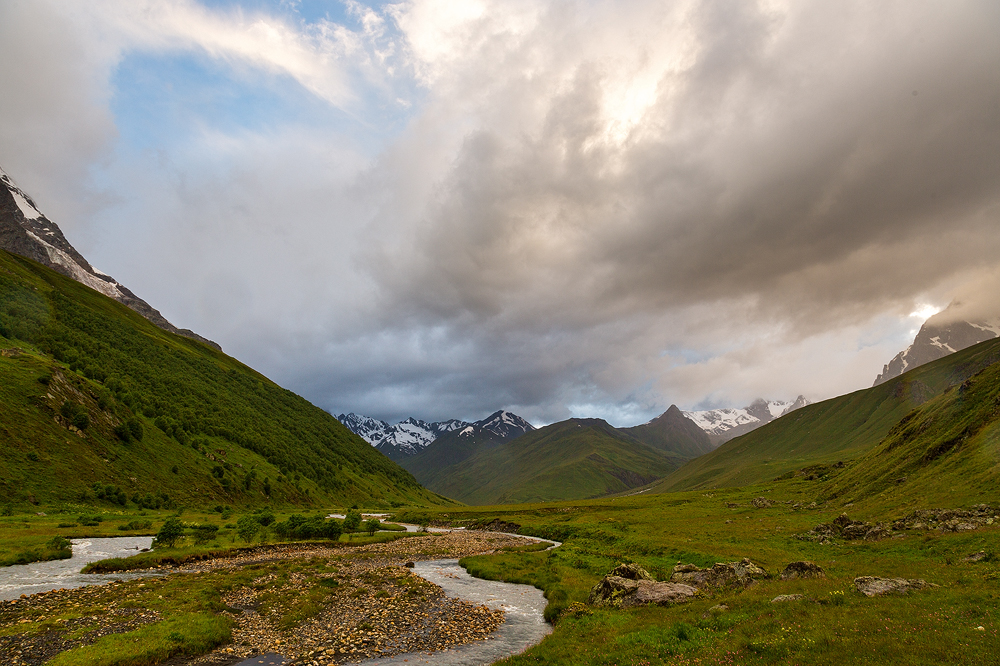

阿拉尼亞國家公園是北奧塞梯-阿蘭共和國的國家公園，處於高加索山脈中部北坡，成立於1998年6月2日，面積549平方公里，受溫帶大陸性濕潤氣候影響。